# NGCC Revisor
Le NGCC Revisor est un navire océanographique de la Garde côtière canadienne de recherche et d’enquête sur les pêches côtières.

## Histoire
Le bateau est un cabin cruiser (maximum de 2 passagers) à utiliser pour les travaux de levés hydrographiques en mer.
Le navire a déjà été mis à la disposition des chercheurs du gouvernement fédéral des États-Unis avec le Jet Propulsion Laboratory de la NASA à Pasadena, en Californie, ainsi que des travaux de recherche universitaire menés par le Seafloor Mapping Lab de l'Université d'État de Californie de la baie de Monterey.

### Note et référence
- (en) Cet article est partiellement ou en totalité issu de l’article de Wikipédia en anglais intitulé « NGCC Revisor » (voir la liste des auteurs).